# 카를 5세
카를 5세(독일어: Karl V; 라틴어: Carolus V; 프랑스어: Charles V; 네덜란드어: Karel V, 1500년 2월 24일 - 1558년 9월 21일)는 1519년부터 신성 로마 제국 황제였으며, 이탈리아에서는 카를로 5세(이탈리아어: Carlo V), 스페인에서는 카를로스 1세(스페인어: Carlos I)라고도 불렸다.
그는 아라곤 왕국과 카스티야 왕국의 트라스타마라 왕가, 부르고뉴 공국의 발루아-부르고뉴 가, 오스트리아의 합스부르크 왕가의 상속자로서 그는 중유럽과 서유럽 그리고 남유럽을 넘어 아메리카 대륙과 필리핀 제도의 카스티야 식민지까지 포함한 광대한 영토를 다스렸다. 그의 영토가 너무나도 광대한 나머지, 그의 제국은 ‘태양이 지지 않는 나라’이라고 불렸다.
재위 기간 동안 그는 라이벌인 프랑스의 왕 프랑수아 1세와 여러차례 전쟁을 했으며, 프랑수아 1세의 아들 앙리 2세와도 전쟁을 치루었다. 여러차례의 전쟁에서 신성 로마 제국은 엄청나게 많은 전비를 소모했으나, 무적의 테르시오 부대와 황제의 재상 메르쿠리오 가티나라 및 프란치스코 데 로스 코보스 이 몰리나의 도움으로 군사적 성공을 거두었다. 카를 5세에게 밀라노와 프랑슈콩테를 빼앗긴 프랑수아 1세는 오스만 제국과 동맹을 맺었다. 카를 5세의 라이벌 쉴레이만 대제는 1526년에 헝가리 왕국을 정복하고 1529년에 빈을 포위하였으나 끝내 점령하지 못하고 물러났다.(참조 : 모하치 전투, 빈 공방전)
카스티야 왕국과 아라곤 왕국(1555년부터)을 자기 이름으로 물려받아 다스린 첫 번째 군주인 그는 흔히 최초의 스페인 국왕으로 여겨진다. 1556년 동생 페르디난트 1세에게 신성 로마 제국을, 아들 펠리페 2세에게 스페인 왕국을 물려주고 퇴위하였다.
그는 카스티야의 펠리페 1세와 후아나의 아들이다. 그의 조부모는 막시밀리안 1세와 부르고뉴의 마리아이며, 그의 외조부모는 혼인을 통해 스페인을 하나로 통합시킨 이사벨 1세와 페르난도 2세이다. 헨리 8세의 첫 번째 왕비인 캐서린이 그의 이모이고, 나중에 그의 아들 펠리페 2세와 결혼하게 되는 메리 1세는 그의 사촌이다.

## 어린 시절

### 출생과 성장
1500년 플랑드르의 도시 헨트(현 벨기에 켄트)에서 태어났다. 아버지는 미남왕 펠리페 1세이고 어머니는 광녀 후아나이다. 부르고뉴 사람들이 거주한 저지대 국가의 문화와 풍속은 그의 젊은 시절에 큰 영향을 끼쳤다. 어린 시절 매우 풍족한 환경에서 성장하며 제왕학을 배웠으며, 그의 개인교사는 루뱅 대학 총장 출신의 신학자 위트레흐트의 아드리안이었다. 아드리안은 훗날 218대 교황에 오른 하드리아노 6세(재위 1522~1523)이다.
카를은 플랑드르어, 프랑스어, 독일어, 스페인어, 이탈리아어 등 5개국의 언어를 사용하였다. 그는 유년 시절부터 플랑드르어로와 프랑스어를 유창하게 구사할 수 있었으며, 훗날 스페인어, 이탈리아어, 독일어를 무난하게 말하였다. 그는 “나는 하느님께는 스페인어로, 여자에겐 이탈리아어로, 남자에겐 프랑스어로 그리고 내 애마에게는 독일어로 말한다.”라는 농담을 하기도 했다고 한다.

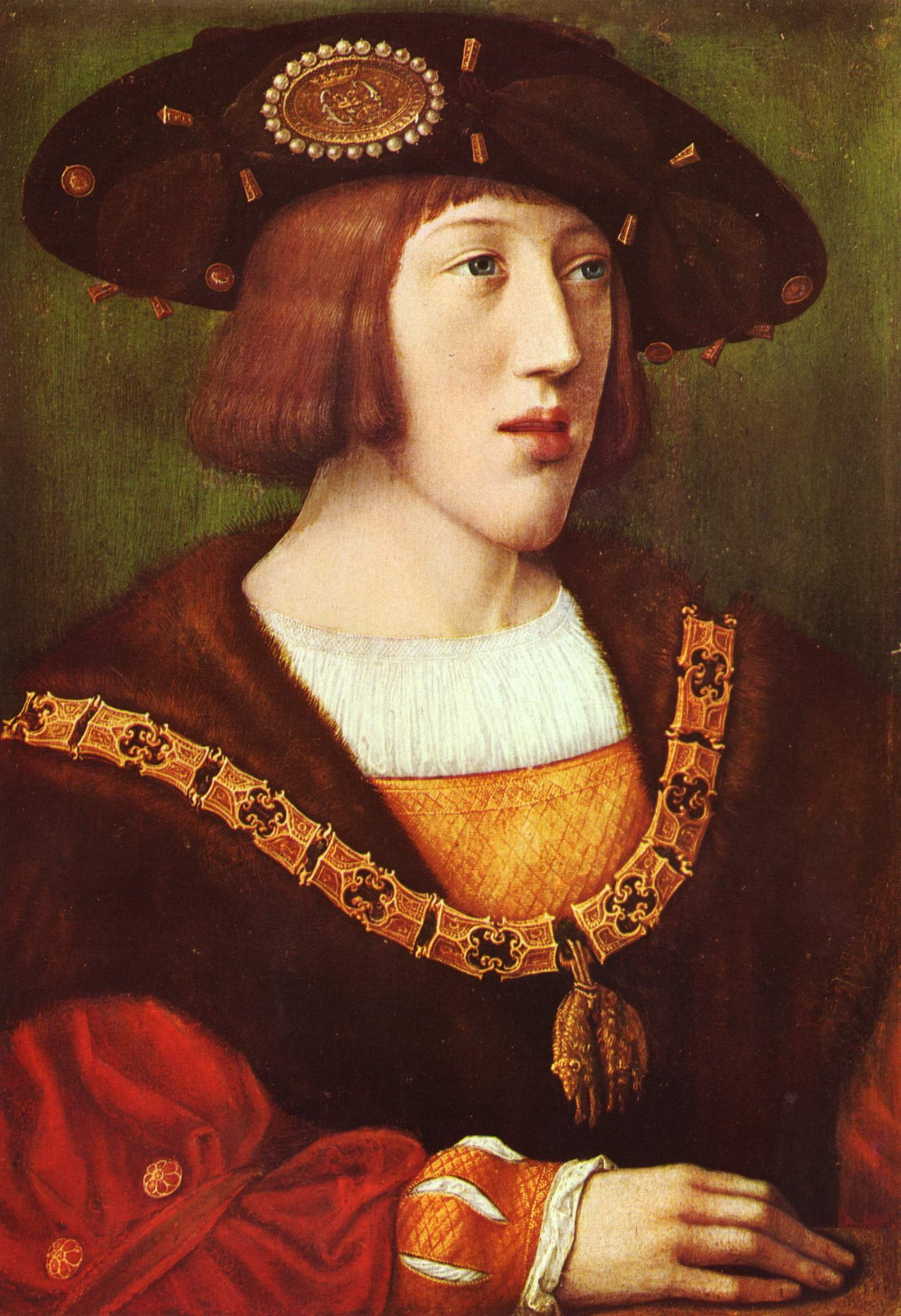
어린 시절의 카를

그는 프랑스의 왕들과 먼 인척관계에 있기도 했는데, 이는 프랑스의 영향을 받았던 그의 부르고뉴 조상에게서 물려받은 것이다. 그래서 플랑드르 뿐만 아니라 프랑스 문화와 관습에도 매우 익숙하였다. 어린 시절에는 서유럽에서 가장 큰 도시인 파리를 자주 방문하였다. 그는 “파리는 도시가 아니라 우주다.” 라는 말을 자주했다고 한다.

### 상속재산
합스부르크와 부르고뉴 그리고 스페인의 유산을 모두 물려받은 카를은 민족과 나라의 경계를 초월하게 되었다. 그의 표어는 플루스 울트라(저 너머 더 멀리)이다. 카를은 부르고뉴 가와 발루아 왕가의 혈통을 이어받았지만 두 가문은 정치적으로 대립 관계였다. 이 문제는 신성 로마 제국과 스페인 왕국 양쪽 모두를 그가 상속받았을 때 확대되었다.
그의 왕국의 중심은 스페인이었지만 스페인 문화에 쉽게 동화되지 못했으며, 처음에는 단지 외국출신 왕자로밖에 보이지 않았다. 스페인어도 그의 주된 언어가 아니었기 때문에 능숙하게 구사하지는 못했다. 그럼에도 말년에 스페인 수도원에서 지냈으며 인생의 가장 많은 시간을 스페인에서 머물렀다.

## 즉위와 통치

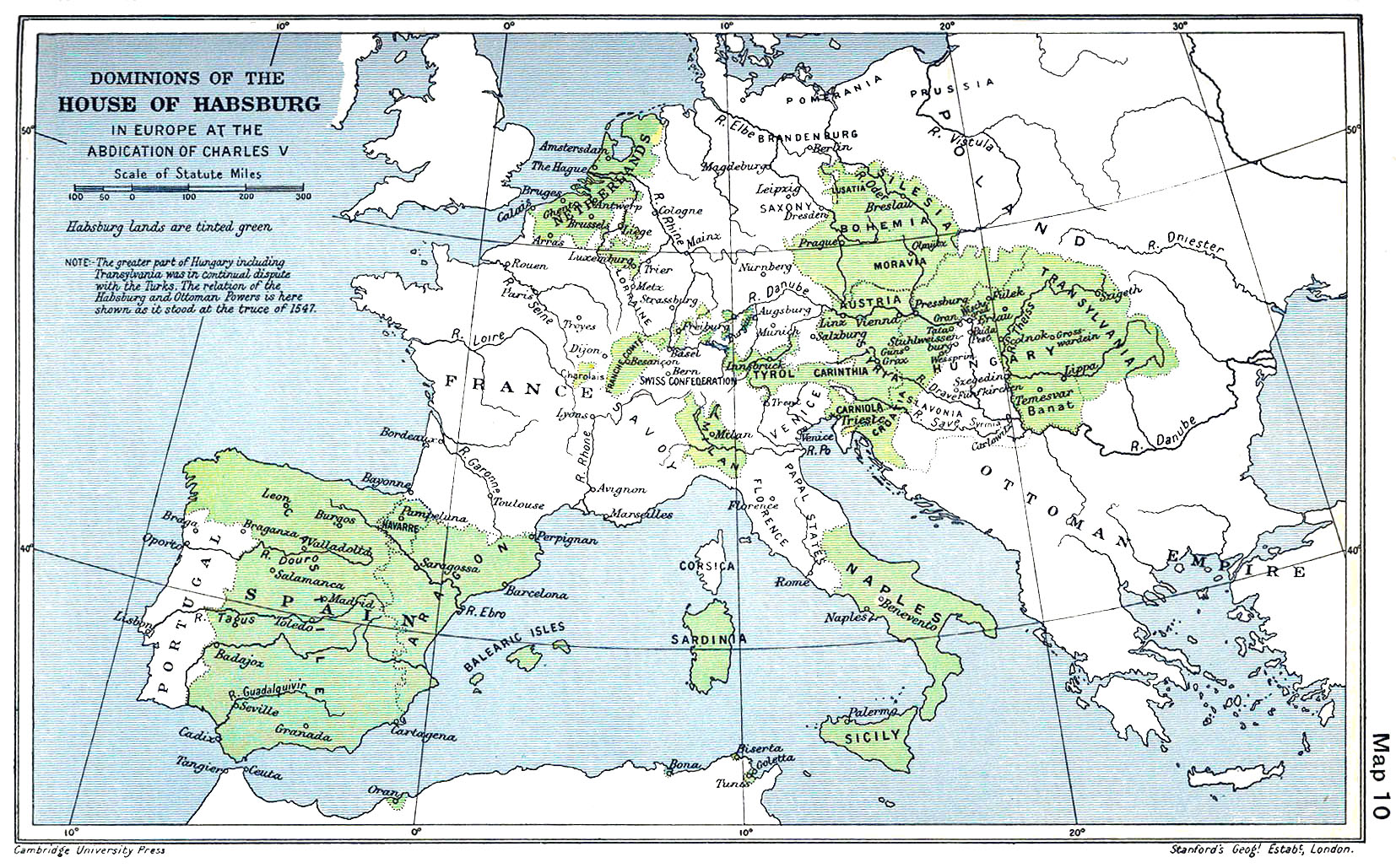
1547년의 합스부르크 속령

### 네덜란드 外
1506년 카를의 부모는 카스티야의 왕위를 물려받으려고 스페인으로 건너갔다. 카를은 남아서 고모인 마르가레테의 궁정에서 보살핌을 받았다.
스페인으로 간 지 얼마 지나지 않아 아버지이 급사하자, 카를은 어린 나이에 부르고뉴 공에 책봉되어 아버지의 영토, 그 가운데 크게 주목할 만한 저지대 국가들과 프랑슈콩테를 물려받았지만, 백년 전쟁의 마지막 잔재로서 아직도 프랑스 봉토로 남아있던 그의 출생지 플랑드르를 제외한 -서류상으로- 대부분은 독일 제국의 봉토였다. 아직 그는 미성년자라서 마르가레테가 1515년까지 섭정을 하였으며 이내 그녀와 카를은 플랑드르를 얻으려면 카를의 아버지가 했던 것처럼 프랑스 왕에게 충성의 선서를 할지 아니면 전쟁을 할지 결정해야 했다. 그 결과 전쟁에서 패한 프랑스는 예로부터 권리를 요구해 온 플랑드르를 1528년에 양도하였다.
카를은 투르네, 아르투아 위트레흐트, 흐로닝언 그리고 힐데를란트를 합병시켜 부르고뉴 영토를 넓혔다. 네덜란드 17주는 카를의 부르고뉴 조상에 의해 통합되었지만, 명의상으로는 프랑스 또는 신성 로마 제국 양쪽의 봉토였다. 1549년 카를은 국본조칙을 통하여 저지대 국가들을 하나로 통합하며 자신의 가족이 상속인이 될 것이라고 선포하였다.
저지대 국가들은 제국에 중요한 지역이었다. 카를 5세 개인적으로는 그가 태어나 어린 시절을 보낸 곳이었다. 또한 이 지역은 무역과 산업이 번성한 부자 도시였기 때문에 중요한 재정 수입원이기도 했다.

### 스페인
카스티야 의회(코르테스)는 1506년 바야돌리드와 1510년 마드리드에서 그를 아스투리아스 공에 임명하여 그의 어머니 후아나를 계승하도록 하였다. 한편, 1502년 아라곤 의회에서는 후아나의 여자 상속인만을 받아들이겠다고 주장하였지만, 법률 체계의 성립 없이 사라고사의 대주교의 단호한 표명으로 그를 받아들였는데, 즉 말하자면 의회와 왕 사이의 표면적인 합의 덕분에 변경 없이 무탈하게 물려받은 것이다. 그리하여 그의 외할아버지인 아라곤의 페르난도 2세가 1516년 1월 23일에 서거함과 동시에 그의 어머니 후아나가 아라곤, 카탈루냐, 발렌시아, 나폴리, 시칠리아, 사르데냐, 그리고 한층 더 나아가 스페인령 아메리카로 이루어진 광활한 영토를 물려받았다.

그 사이 자신은 고베르나도르 장군이 되었다. 그럼에도 플랑드르 사람들은 카를이 왕의 칭호를 받기를 바랐으며, 이는 그의 할아버지인 막시밀리안 1세 황제와 교황 레오 10세로부터 지지를 받았다. 그리하여 1516년 3월 14일 페르난도 2세의 장례식 직후에 당시 정신병을 앓고있던 어머니 후아나와 함께 카스티야와 아라곤의 공동 통치자로 선언되었다. 마침내 카스티야의 섭정을 맡고 있던 추기경 프란시스코 히메네스 데 시스네로스는 왕으로 선포하라는 카를의 요구에 동의하였다. 이리하여 왕국은 카를과 그의 어머니를 공동 왕으로 받아들이게 되었다. 이로써 역사상 처음으로 카스티야와 아라곤은 한 명의 왕의 통치 아래 하나의 나라가 되었다. 

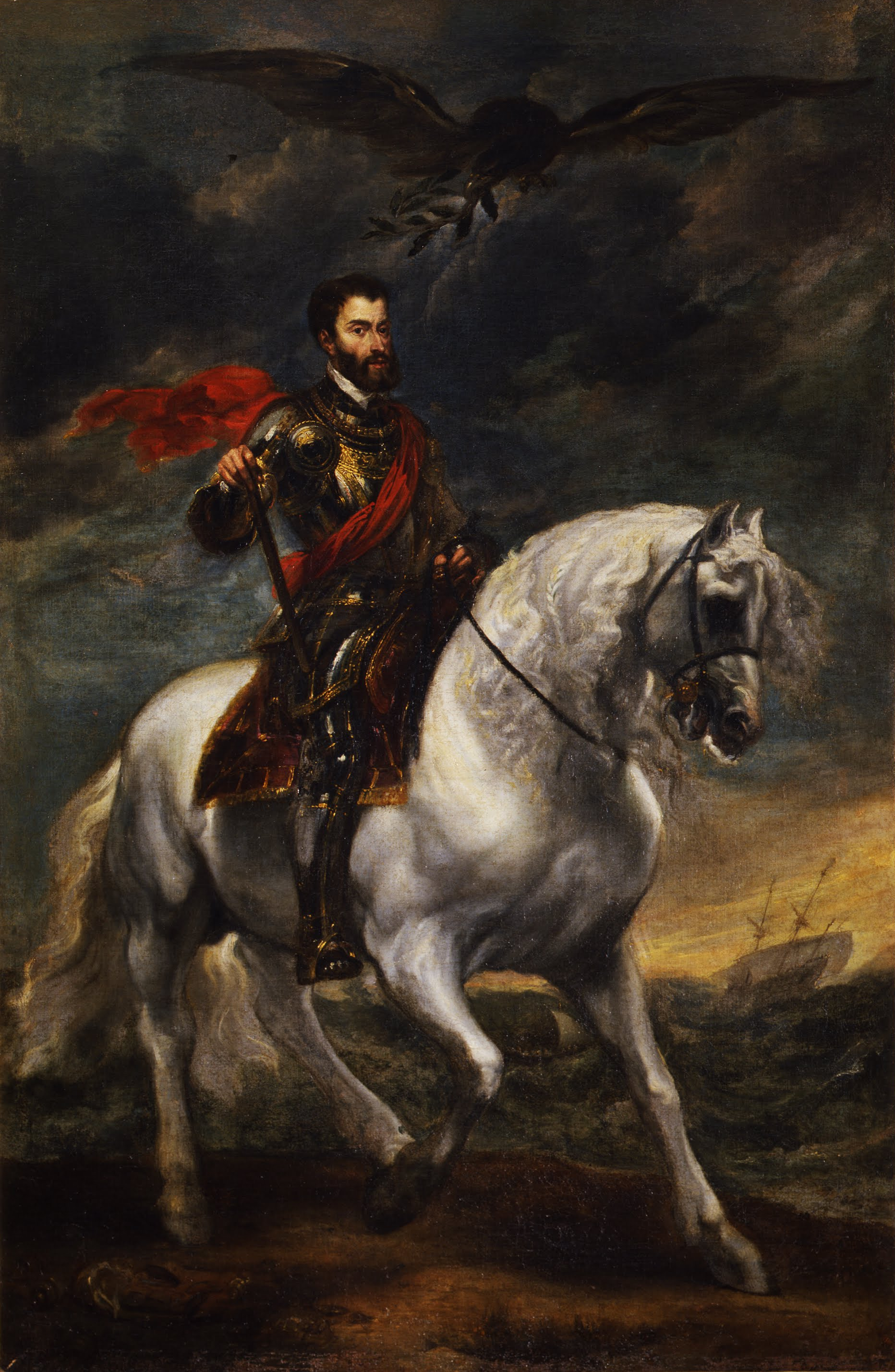
안토니 반 다이크 - 말에 올라탄 카를 5세의 초상화.

1517년 9월중순에 네덜란드를 출발한 카를 5세는 스페인 북구 아스투리아스 해안에 상륙한후 남하해서 11월 4일에 토르데시야스에 도착하였다. 이곳에서 정신병을 앓고 있는 관계로 구금되어 있는 어머니 후아나를 만나서 아라곤과 카스티야의 통치권에 대해 승인을 받는데 성공한다. 섭정의 지위에 있던 히메네스 데 시스네로스는 그를 만나려고 길을 따라오던 도중에 병에 걸려 왕을 만나보지도 못하고 죽어버렸다.
1518년 바야돌리드의 카스티야 의회와 교섭을 했는데 카스티야어를 배우고, 외국인을 관료로 임명하지 않는다는 서약을 하여야 했으며, 카스티야의 재산을 국외반출하지 않고, 어머니 후아나 여왕의 권리를 존중한다는 조건을 수락한 후에야, 1518년 2월에 스페인 왕국의 수도인 바야돌리드까지 가서 의회로부터 충성의 맹세를 받았다. 이후 그의 어머니인 카스티야의 후아나와 함께, 아라곤의 공동 통치자로 인정받았다. 카를은 그의 어머니가 1555년에 서거할 때까지 아라곤 왕국에서 왕권을 크게 행사하지 못하였다.
곧 과중한 과세 때문에 카를에 반대하는 저항 움직임이 일어났다. 대부분의 카스티야 사람들은 전쟁엔 전혀 관심이 없었고 전쟁을 위해 세금을 내지도 않았는데, 그 이유는 카를이 스페인과 아메리카에 걸친 고위 관직에 카스티야 사람들을 무시하고 플랑드르 사람들만을 등용하는 경향을 내비쳤기 때문이다. 저항은 코무네로스의 반란에 이르면서 최고점에 달했다. 10여 년간 이어진 이 전쟁에서 강대한 병력 동원을 동원해 승리한 카를 5세는 명실공히 스페인의 통치자로 인정받게 된다. 이후, 합스부르크 제국에 흡수당한 카스티야는 제국의 군사력을 지원하도록 막대한 세금을 부담해야 했다.

### 신성 로마 제국
1519년 1월 12일, 조부 막시밀리안이 서거한 후 그는 오스트리아를 포함한 합스부르크 왕조의 영토를 물려받았다. 더불어 그는 자연스럽게 조부의 뒤를 이어 황제 후보자가 되었다. 카를 5세는 경쟁자였던 프랑스의 프랑수아 1세를 제치고 1519년 6월 28일에 프랑크푸르트에서 독일 황제로 뽑혔다. 유복한 푸거 가문과 몇몇 은행으로부터 대출을 받아 100만 굴덴을 선제후들에게 뇌물로 뿌린 덕분이었다. 프랑수아 1세가 마련한 뇌물은 겨우 30만 굴덴에 불과했다. 카를 5세는 전통에 따라 1520년 10월 아헨에서 대관식을 치름으로써 황제로 즉위하였다. 또한 코냑동맹전쟁이 마지막에 달하여 피렌체 공성전이 한참 진행중이었던 1530년 2월에 볼로냐에서 교황 클레멘스 7세로부터 신성로마 제국 황제로서 왕관을 받으며 대관식을 치루었다. 이로써 그는 교황이 주최한 대관식을 통해 임명받은 마지막 황제가 되었다.
카를은 신성 로마 제국 황제로서 독일 국가들 위에 군림하였지만, 실제로 그의 권한은 제후들로부터 제한받았다. 개신교는 독일에서 많은 지지를 얻고 있었고, 카를은 이들이 네덜란드에까지 손을 뻗치게 내버려 둘 수 없다고 결심하였다. 이단 심문은 이미 1522년에 확정되었다. 1550년 모든 이단자들은 사형에 처하는 형벌을 도입하였다. 또한, 정치적 이의는 단호하게 억제하였으며 특히 그의 출생지에서 가장 극심하였다. 카를은 1539년에 일어난 켄트 폭동을 앞장서서 진압하였다.

## 프랑스와의 분쟁

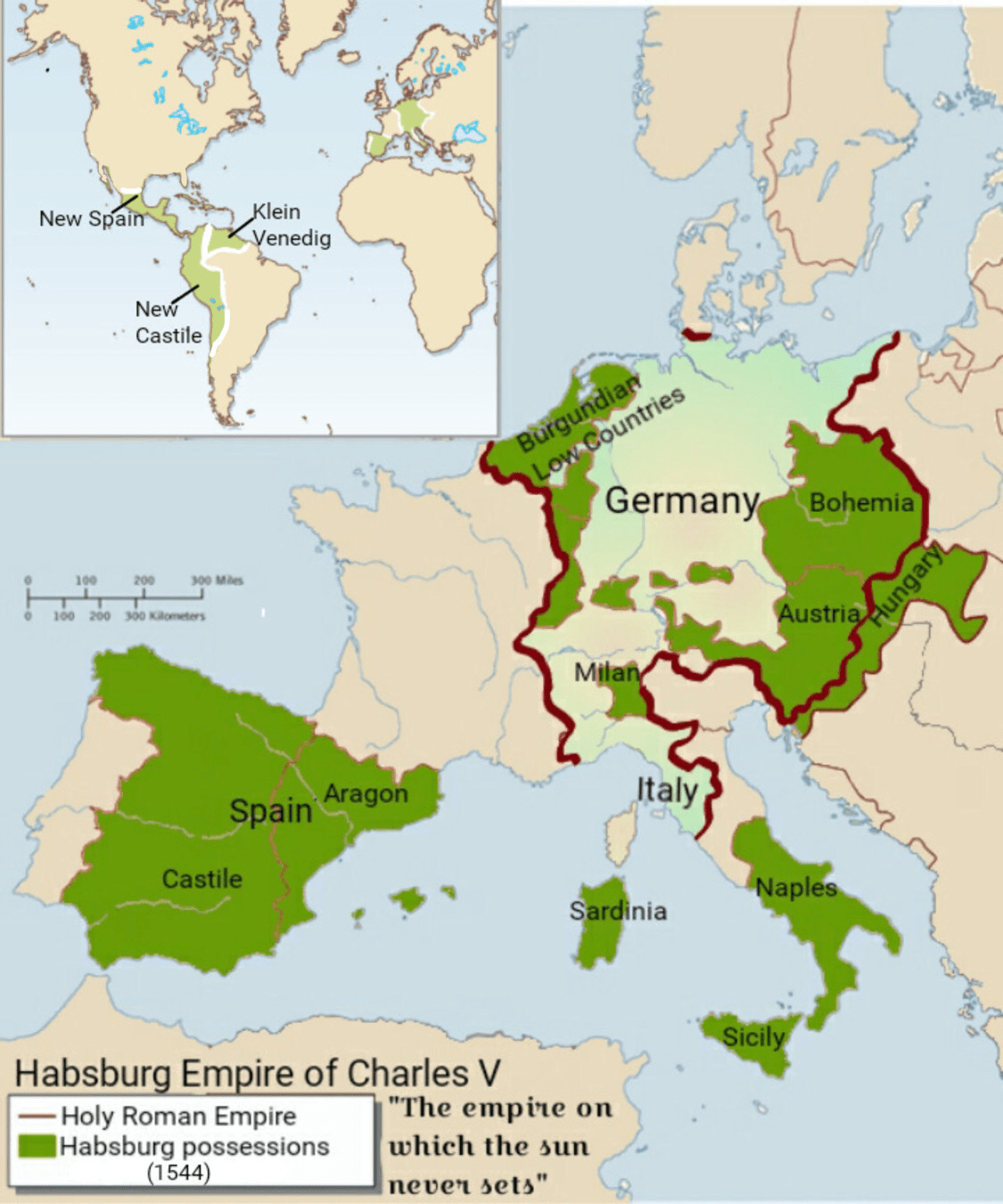
카를 5세의 합스부르크 제국

### 이탈리아 전쟁(1521~1526)
카를은 치세의 많은 부분을 프랑스와의 싸움에 열중하였으며 특히 이탈리아반도를 놓고 두 나라가 부딪히면서 나중에 전 이탈리아 국토를 전쟁으로 몰고 가게 되었다(이탈리아 전쟁). 카를의 강력한 상대인 프랑스의 프랑수아 1세와의 첫 번째 전쟁은 1521년에 시작되었다. 카를은 잉글랜드와 교황 레오 10세와 연합하여 프랑스와 베네치아에 대항하였으며, 1525년 밀라노에서 벌어진 파비아 전투에서 프랑스군을 패배시키고 프랑수아 1세를 사로잡는 데 성공하였다. 프랑스 왕은 자신의 자유를 되찾고자 굴욕적인 마드리드 조약을 체결하면서 부르고뉴를 카를에게 양도할 것을 강요당했다.

### 코냑동맹 전쟁(1526~1530)
프랑수아 1세는 석방되어 귀국한후 마드리드 조약이 강요로 이루어졌기 때문에 무효라는 이유를 들어 프랑스 의회에 조약의 파기를 지시하였다. 또한 베네치아, 피렌체, 밀라노와 함께 교황 클레멘스 7세가 이탈리아에 대한 카를 5세의 통치에 저항하고자 만든 코냐크 동맹에 참가하였다. 뒤이어 일어난 전쟁에서 카를 5세는 1527년 5월에 발생한 로마 약탈을 방조 했다. 이로 인해 교황 클레멘스 7세는 사실상 구금상태에 놓였다. 전쟁은 카를 5세의 제국군에게 일방적으로 유리하게 종결되었고 1529년 8월에 캉브레 조약이 체결되어 전쟁이 종식되었다. 카를의 고모와 프랑수아의 모후 사이에 교섭이 이루어졌기 때문에 이 조약을 “부인들의 평화”로 불렸다.

### 이탈리아 전쟁(1536~1538)
세 번째 전쟁은 1536년 3월에 프랑스가 북이탈리아를 침공하며 일어났다. 한해전 1535년 11월에 밀라노 공작(프란체스코 2세 스포르차)가 후계없이 죽었다. 튀니스 원정(1535년)에 성공후 군대와 함께 나폴리에서 겨울을 보내던 카를 5세는 측근들을 보내 밀라노를 접수했다. 그리고 프랑수아 1세의 요구를 무시하고 자신의 친아들 펠리페를 그 자리에 앉히려 했다. 분개한 프랑수아 1세는 오스만과 군사동맹을 체결한후 전쟁을 일으켰다.
오스만의 쉴레이만 대제는 바르바리 해적 바르바로사를 해군 총사령관으로 임명한후 이탈리아 남부 연안과 이오니아해의 베네치아 식민지령을 공격했다. 바르바로사는 해적 답게 약탈을 하며 이탈리아를 공략했으나 예상과 달리 전쟁은 교착상태에 빠지고 말았다. 이 전쟁은 결론에 이르지 못했다. 프랑수아 1세는 밀라노 정복에 실패하였지만 대신 수도 토리노를 포함하여 카를의 동맹자인 사보이 공작의 영토를 정복하는 데 성공하였다. 점유 보호 명령을 기초로 한 1538년 니스에서 종전 협정을 맺어 전쟁을 끝냈지만 평화는 오래가지 못했다.

### 이탈리아 전쟁(1542~1546)
전쟁은 1542년에 재개되어, 프랑수아 1세는 오스만 제국의 술탄 쉴레이만 1세와 손잡았으며 카를은 헨리 8세와 다시 한번 손잡게 되었다. 카를이 지휘한 잉글랜드와 제국의 연합군이 프랑스 북부를 공격하였기 때문에 프랑스-오스만 함대가 니스를 손에 넣었음에도 프랑스군은 밀라노로 진격하지 못하였다. 1544년 다시 평화 조약이 맺어지면서 전쟁을 통해 정복한 영토는 모두 상대국으로 되돌아가게 되었다.

### 이탈리아 전쟁(1551~1559)
마지막 전쟁은 1551년 프랑수아의 아들이자 후계자인 앙리 2세가 일으켰다. 이 전쟁 초기에는 로렌에서 앙리에 승리했으며 거기서 그는 메스를 획득하였으나, 이탈리아 전선에서는 프랑스군의 패배가 계속되었다. 1556년, 카를은 퇴위하여 자신의 아들 펠리페 2세와 동생 페르디난트 1세에게 각각 자신의 영토를 나누어 물려주었다.

## 오스만 제국과의 분쟁
카를은 당시 유럽을 압박하던 오스만 제국과 술탄 쉴레이만 1세와 끊임없이 싸웠다. 오스만은 지중해 연안에서 급속히 힘을 키워 합스부르크 영토와 기독교인이 독점한 지중해 무역을 위협하였다. 육상에서는 1529년 오스만군이 중유럽으로 진격하여 빈을 포위할 지경에 이르렀다. 1535년 카를은 튀니스에서 중요한 승리를 얻었지만, 1536년 숙적 프랑수아가 쉴레이만과 단독 담화에 나서 카를에 대항하는 성격을 띤 동맹을 맺었다. 프랑수아는 1538년 평화 조약에 서명함과 동시에 1542년에 오스만과 다시 동맹을 맺었다. 1543년 카를은 헨리 8세와 동맹을 맺고 프랑수아에게 크레피-앙-라오누아 조약에 서명하라고 요구하였다. 카를은 나중에 오스만과 굴욕적인 조약에 서명하였는데, 비록 그걸로 전쟁이 끝나지는 않았지만, 전쟁에 쏟아부은 막대한 지출을 덜어 회복할 수 있었다. 하지만, 신성 로마 제국 의회의 개신교 제후들은 종종 그의 대(對) 오스만 전쟁을 위한 지출에 반대표를 던졌는데, 왜냐하면 당시 많은 개신교도는 이슬람교가 진격할수록 가톨릭교회의 힘이 견제받는다고 봤기 때문이다. 위대한 헝가리군도 1526년 모하치 전투에서 패전하면서 전 유럽에 공포가 잔뜩 드리워지게 되었다.

## 종교 개혁

뮐베르크 전투에서의 카를 5세 황제, 1548년 작품, 티치아노.

### 신교제후들의 반란
카를은 당시 논란의 대상이었던 마르틴 루터에 대해서는 신성 로마 제국 황제로서 신변 보호를 보장한 후 1521년 봄 보름스 회의에 소환하였다. 처음에 그는 루터의 개혁 사상에 대하여 “수사들 간의 토론”쯤으로 간단히 치부해 버렸다. 나중에 그는 보름스 칙령을 통해 루터와 그의 추종자들의 주장을 물리쳤지만 다른 일에 신경 쓴 나머지 개신교에 반대하는 행동을 취하지 못하였다.
독일에는 1524년부터 1525년까지 농민 전쟁이 일어났으며 1531년에는 루터의 슈말칼덴 동맹이 형성되었다. 카를은 자신이 다른 곳의 문제에 집중하는 동안 독일에서 증가하는 문제들을 처리할 책임을 동생 페르디난트에게 위임하였다.
1545년 트리엔트 공의회가 열리면서 카톨릭 자체에서도 대응 종교 개혁이 시작되었다. 카를 5세는 독실한 가톨릭 신자였으며 종교개혁을 옹호하는 독일내 몇몇 제후들을 상대로한 전쟁을 치루어야 했다. 1546년 그는 뮐베르크 전투에서 남부 독일 연맹군을 이끌고 승리하여 1547년 4월 24일에 작센 선제후 요한 프리드리히와 헤세의 필리프를 가두었다. 더는 내전이 격화되는 것을 원하지 않았던 카를은 1548년 아우크스부르크 화의에서 가톨릭과 개신교의 공존을 제안하며 트리엔트 공의회에서 이를 되돌리고 개신교를 탄압하기까지 잠정적으로 개신교를 어느 정도 허용해 주었다. 하지만, 대다수 개신교도는 잠정 협정에 분개하여 한동안 적극적으로 반대하였다. 개신교 제후들은 프랑스의 앙리 2세와 결탁하여 1552년에 카를에 대항하기도 하였으며, 그것이 카를이 네덜란드로 은퇴하는 원인이 되었다.

## 바야돌리드 논쟁
아메리카 대륙의 식민지 통치자들은 원주민 보호를 위해 만들어진 엔코미엔다 제도를 악용하여 원주민들을 노예화하며 인권을 말살하고 노동 착취를 일삼았다. 대규모 은광이 발견되자 원주민들은 강제 동원하여 실로 열악한 환경하에서 중노동을 시켰다. 카톨릭 전파를 명분으로 내세웠던 이들 식민지 정복과 통치자들은 원주민들을 잔인하게 살해하기도 했다. 16세기 중반경에 원주민의 숫자는 10분의 1로 줄어들었는데, 사망 원인으로는 면역력이 없었던 유럽의 질병에 의한 것도 있었지만 가혹한 노동과 정복자들에 의한 야만적인 온갖 만행에 있었다. 이런 신대륙의 참상은 귀국한 카톨릭 신부들에 의헤 스페인 사회에 알려졌다. 특히 도미니크회 소속의 라스 카사스 신부는 '서인도 제도의 역사'라는 책을 기술하여 원주민들의 참상과 정복자들에 의해 자행된 수많은 범죄행위에 대해서 상세히 알렸다.
뒤늦게 식민지의 실상을 알게된 카를 5세는 1542년에 신법(新法)을 공포하여 원주민들을 보호하고 노예화와 노동착취를 금지 시켰다. 한편, 옹호론과 함께 비난이 쏟아지며 스페인 사회에 큰 논란이 발생하자 1550년에 바야돌리드 궁정에서 토론회 개최를 지시했다. 토론에 참가한 라스 카사스 신부 등은 원주민의 자연권을 옹호하였으나 세풀베다 등은 강제개종과 교화를 옹호하며 필요시 군사행동도 필요하다고 주장했다. 토론은 명쾌한 결론에 도달하지 못했고 다만 부족한 노동력은 아프리카 흑인 노예를 동원하여 보충하는 것이 좋겠다는 라스 카사스 신부의 제안을 받아들여 지며 종결되었다.

## 퇴위와 말년

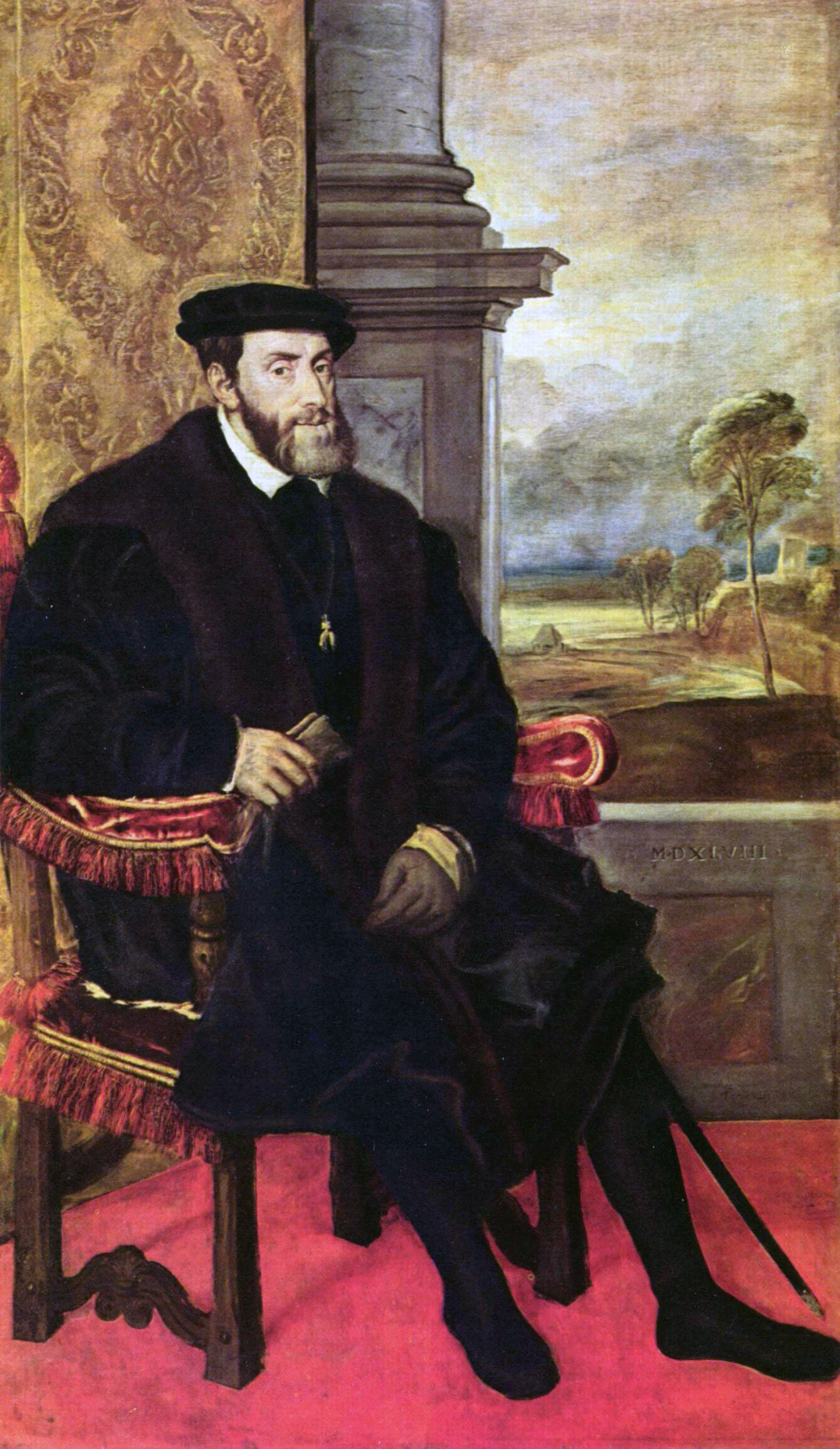
노년의 카를

1556년, 오랜 통치와 전쟁에 지친 카를 5세는 퇴위를 결정하였다. 그는 부모로부터 물려받은 스페인의 통치권은 모두 아들 펠리페 2세에게 선위하였으며, 조부로부터 물려받은 신성로마제국의 통치권은 남동생인 페르디난트 1세에게 물려주었다. 이미 신경쇠약 기색을 보였던 카를 5세는 1557년 2월초 스페인의 유스테 수도원으로 거처를 옮겨 은둔 생활을 하였으며, 1558년에 죽었다. 말년에는 심한 통풍으로 고생하였다고 한다.

## 결혼과 자녀
1526년 3월 10일 카를 5세은 그의 사촌이자 포르투갈의 주앙 3세의 누이인 포르투갈의 이사벨라(1503-1539)와 혼인하였다. 카를 5세는 1522년에 잉글랜드 헨리 8세의 딸 메리 공주와의 약혼을 비롯하여 주변국들과의 수차례 약혼과 파혼을 거듭했다. 그러던중에 1522년 9월에 마젤란 탐험대가 세계일주를 마치고 귀국한후 포르투갈과 향신료 제도인 몰루쿠 제도에 대한 영토분쟁이 벌어졌다. 양국간에 물리적 충돌이 인도양에서 벌어지기도 했으나 카를 5세는 원만한 해결을 원했다. 또한 그는 지난 1519년 독일황제 선거에서 대출을 받아 선제후들에게 뇌물을 뿌린탓에 채무변제를 위한 자금이 필요했는데 포르투갈 주앙 3세가 많은 지참금을 제안하자 혼사가 전격적으로 이루어지게 되었다. 카를 5세는 1529년 포르투갈과 사라고사 조약을 체결하며 말루쿠 제도에 대한 포르투갈의 독점적 지위를 인정받는 대신 35만 듀카트를 배상금으로 받았다.
두 사람 사이에 태어난 아이들은 다음과 같다 :
- 스페인의 펠리페 2세 (1527년 - 1598년), 성인기에 이른 유일한 아들.
- 스페인의 마리아 (1528년 - 1603년), 사촌인 신성 로마 제국의 막시밀리안 2세와 혼인하였다.
- 스페인의 후아나 (1535년 - 1573년)

사생아
- 마르게리타 (1522–1586) : 피렌체 공작 알레산드로와 혼인, 사별후 파르마 공작과 재혼
- 오스트리아의 돈 후안

## 작위
그가 상속한 왕관만 17개였으며 공식 타이틀을 전부 열거하면 다음과 같다. 신성로마제국의 황제, 독일의 왕, 이탈리아의 왕, 전 스페인, 카스티야, 아라곤, 레온의 왕, 헝가리, 달마티아, 크로아티아, 나바라, 그라나다, 톨레도, 발렌시아, 갈리시아, 마요르카, 세비야, 코르도바, 무르시아, 하엔, 알가르베, 알헤시라스, 지브롤터, 카나리아 제도의 왕, 두 시칠리아, 사르데냐, 코르시카의 왕, 예루살렘의 왕, 서인도와 동인도의 왕, 대양의 섬들과 본토의 왕, 오스트리아 대공, 부르고뉴, 브라방, 로렌, 슈타이어, 카린티아, 카르니올라, 림부르크, 룩셈부르크, 헬더란트, 네오파트리아, 뷔르템베르크 공작, 알자스 변경백, 슈바벤, 오스트리아와 카탈루냐 공, 플랑드르, 합스부르크, 티롤, 고리시아, 바르셀로나, 아르투아, 부르고뉴, 팔라티나, 에노, 홀란드, 젤란트, 페레트, 키부르크, 나뮈르, 루시용, 세르다뉴, 드렌터, 쥐트펜 백작, 신성로마제국, 부르가우, 오리스타노와 고치아노 변경백, 프리즐란드, 벤트 변경령, 포르데논, 비스케, 몰린, 살린스, 트리폴리, 메헬렌 경인 카를.

## 같이 보기
- 프랑스의 프랑수아 1세
- 잉글랜드의 헨리 8세
- 교황 클레멘스 7세
- 마르틴 루터
- 독일 농민전쟁